# Mustang (cavallo)
I mustang sono una popolazione equina selvatica dell'America nord-occidentale, che vive in quello che fu il famoso Far West.
La parola inglese mustang (anche italianizzata in mustango) deriva dallo spagnolo mesteño (o mestengo come si dice in Messico), che significa non domato. Vista la resistenza, la grazia, la velocità e l'indipendenza che li caratterizza, il nome "Mustang" viene spesso usato per prodotti ad alte prestazioni (tra cui la popolare automobile sportiva prodotta dalla Ford, il caccia P-51 sviluppato da North American Aviation e il business jet Cessna Citation Mustang) e per le mascotte sportive.

## Etimologia
Mustànġ (disus. mustàngo) s. m. [dall’ingl. mustang, adattam. dello spagn. mestengo, propr. «di sangue misto»] (pl., per la forma mustango, -ghi). – Nome dato ai cavalli selvatici, usati spec. dalle popolazioni indigene, nel Messico settentr. e nelle regioni di sud-ovest degli Stati Uniti d’America.

## Storia
I primi mustang discendono dai cavalli spagnoli portati in Messico nel Cinquecento. Alcuni di questi cavalli sfuggirono al controllo umano o furono catturati dai nativi e si diffusero rapidamente in tutta l'area dell'America nord-occidentale. A partire dalla metà dell'Ottocento il patrimonio genetico dei mustang fu arricchito dal contributo dei cavalli dei pionieri (sfuggiti o liberati di proposito). Molti fattori liberavano i propri cavalli d'inverno, perché pascolassero autonomamente, e ricatturavano gli stessi cavalli o altri mustang quando, in primavera, ne avevano nuovamente bisogno. Alcuni proprietari miglioravano i branchi locali sopprimendo gli stalloni dominanti e sostituendoli con soggetti di importazione. Questi miglioramenti erano particolarmente efficaci nelle aree aride, in cui i branchi erano isolati e consanguinei nei periodi di siccità.
Si stima che nel 1900 il numero di cavalli selvaggi in America del Nord fosse di circa un milione. I mustang costituivano una risorsa, perché potevano essere catturati e usati o venduti (soprattutto per usi militari) o macellati, per ottenerne cibo utilizzato, più tardi, soprattutto per gli animali domestici. Venivano anche visti come un fastidio, per il fatto che competevano con il bestiame per i pascoli. Dal 1900 la popolazione dei cavalli selvaggi si è ridotta drasticamente. Oggi, le stime sul numero di mustang liberi sono comprese fra i 40.000 e i 100.000, la metà dei quali concentrata nello stato del Nevada. Alcune centinaia di mustang liberi sopravvivono nell'Alberta e nella Columbia Britannica.
Attualmente i mustang sono protetti nelle aree demaniali dalla legislazione statunitense, che vieta di ucciderli ed impone pene severe per le violazioni; tuttavia si dà per scontato che molti fattori continuino ad allevarne nelle zone più remote.
Il Bureau of Land Management controlla la popolazione dei mustang attraverso un programma di catture, con lo scopo dichiarato di gestire la competizione con il bestiame bovino. La maggior parte dei cavalli catturati sono offerti in adozione. Nel gennaio 2005, tuttavia, il Congresso degli Stati Uniti d'America ha modificato questo programma, per consentire la vendita per macellazione dei cavalli "di più di dieci anni" o "proposti inutilmente per l'adozione per almeno tre volte". Si immagina di inviare la carne di cavallo ottenuta da questo programma in Europa o in Giappone, dove spunta alti prezzi ed è considerata una prelibatezza.

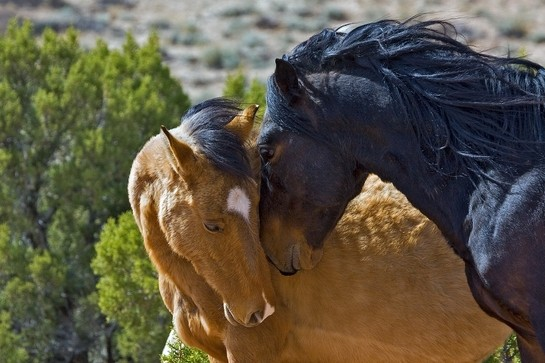
Cavalli mustang

Nel Nebraska i bianchi si imbatterono nei Pawnee, tribù nativa, in origine stanziata sul fiume Platte; fin dalla prima metà del XVII secolo, i nativi razziavano le fattorie dei coloni alla ricerca di cavalli. Il termine pony fu utilizzato in riferimento all'omonima tribù, per indicare i loro mustang piccoli e velocissimi; ancora oggi viene definito pony un cavallo con altezza al garrese non superiore ai 149 cm. I migliori allevatori di cavalli, però, furono i Nez Percé (quelli che i bianchi chiamavano Nasi Forati), che vendevano gli esemplari di minor qualità ed incrociavano gli esemplari migliori, ottenendo soggetti docili con mantelli dai colori stupendi, gli Appaloosa, così chiamati dal fiume Palouse, dove erano stanziati. Nel 1800, a causa dei giacimenti d'oro, i Nez Percé furono costretti ad abbandonare i terreni di caccia ancestrali ed a dirigersi nella riserva; durante l'attraversamento del fiume Snake in piena, gran parte della mandria, circa 2.000 cavalli, fu spazzata via.

## Nel Canada
A differenza degli Stati Uniti, i mustang non godono di protezione in Canada. La loro presenza è estremamente limitata sul territorio e le loro condizioni di vita sono spesso difficili, influenzate da condizioni climatiche avverse, predatori, rischi di incendi boschivi e interazioni umane.
In Canada, sono state identificate quattro principali mandrie di mustang: una sull'Isola di Sable, in Nuova Scozia; due nella regione di Chilcotin, nella Columbia Britannica; e una nell'area selvaggia di Whistler, in Alberta. Le misure di gestione e protezione per i mustang sono locali e variano da regione a regione a seconda degli interessi e delle culture locali.
I cavalli selvaggi della Nemaiah Valley, nella Columbia Britannica, beneficiano dell'impegno dei Xeni Gwet'in, una tribù indigena, per la conservazione del loro territorio e del loro patrimonio, considerando i cavalli parte integrante di entrambi. Nel 2002, il governo delle Prime Nazioni di Xeni Gwet'in ha istituito l'Elegesi Qayus Wild Horse Preserve. Sono supportati nel loro approccio da The Friends of the Nemiah Valley, un'organizzazione per la conservazione della comunità, che lavora anche attraverso vari programmi per proteggere i cavalli.
Sebbene studi recenti suggeriscano la presenza di cavalli in Canada prima dell'arrivo degli europei, la provincia della Columbia Britannica continua a negare il diritto dei cavalli selvaggi al territorio. Nel Saskatchewan, esiste una legge del 2009 per proteggere i pony selvatici della foresta di Bronson.
Per quanto riguarda l'Isola di Sable, ora parco nazionale, ospita cavalli selvaggi protetti da qualsiasi influenza umana. Tuttavia, in Alberta, non sono state adottate misure ufficiali per proteggere i cavalli selvaggi.

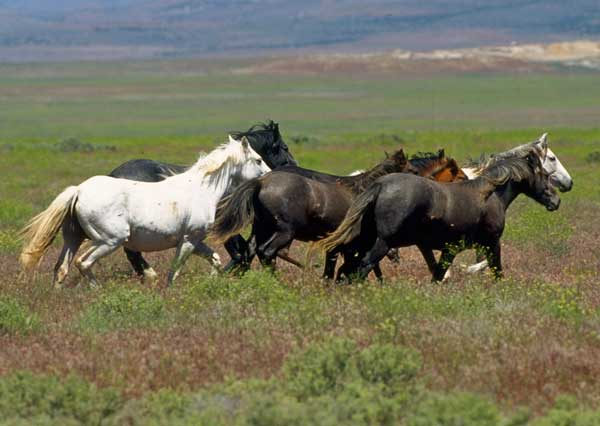
Cavalli mustang in branco

## Caratteristiche e utilizzo
Il cavallo Mustang è descritto come un animale mesomorfo, con un mantello di qualsiasi colore e un'altezza che di solito varia tra i 135 e i 150 centimetri. Questo lo rende un cavallo di taglia media, apprezzato per la sua velocità e resistenza. È robusto, con un peso massimo di circa 500 kg, il che lo rende un cavallo muscoloso e resistente. Il Mustang non è caratterizzato da forme aggraziate o eleganti; ha una testa montanina dalle forme un po' grezze, zoccoli molto duri, orecchie piccole e dritte, collo corto e muscoloso che si collega a un corpo con forme tondeggianti e una struttura corta e massiccia.
Le ossa sono descritte come corte e grosse, e i piedi sono solidi e stabili. Il treno anteriore del cavallo Mustang non è imponente a causa del collo corto e degli stinchi lunghi, ma la linea del dorso è accettabile. La conformazione del corpo è appiattita, con un tronco corto e stretto, una groppa obliqua e una coda ben attaccata.
È interessante notare come nel tempo le esigenze e le selezioni per i cavalli siano cambiate. Le prestazioni atletiche, come la corsa e il salto, sono diventate punti di riferimento per le selezioni, insieme ai requisiti estetici. Questo ha portato a una variazione nei criteri di scelta dei cavalli, in base alle discipline sportive e agli standard di bellezza richiesti.

## Carattere
Sebbene non sia particolarmente distinto o elegante nella sua conformazione fisica, possiede caratteristiche che lo rendono ideale per svariate attività, è in grado di sopportare sforzi prolungati e condizioni ambientali difficili, rendendolo un compagno affidabile per lunghe escursioni o lavori all'aperto.
La frugalità del Mustang è un'altra caratteristica apprezzabile. Questi cavalli sono noti per adattarsi bene a diverse condizioni alimentari e ambientali. Questa capacità di adattamento li rende ideali per vivere in ambienti vari e affrontare situazioni difficili senza necessitare di particolari cure o alimentazione.
Per quanto riguarda le prestazioni come animali da sella, il Mustang può eccellere nelle attività che richiedono resistenza e versatilità, come l'equitazione su sentieri, il lavoro in fattoria o persino alcune discipline sportive. Nonostante la sua mancanza di eleganza estetica rispetto a razze più raffinate, il Mustang compensa con la sua forza, la sua resistenza e la sua natura indomita, che lo rendono un compagno apprezzato per chi cerca un cavallo affidabile e resistente.

## Nella cultura di massa
Nella cultura di massa, il mustang evoca l'immaginario degli indiani d'America, dei cowboy e delle vaste distese del West selvaggio. Questo cavallo è diventato un vero simbolo, rappresentando il ritorno alla vita selvaggia dopo essere stato addomesticato, offrendo una visione romantica e avventurosa. Spesso viene idealizzato come lo stallone selvaggio e indomabile, un simbolo di libertà e forza.
Nella letteratura i mustang hanno ispirato opere come i tre romanzi di Mary O'Hara: Il mio amico Flicka, Il figlio di Flicka e I verdi pascoli del Wyoming, dove i protagonisti sono mustang o discendono da questi cavalli.
Nel mondo dei fumetti Petit Tonnerre è un mustang addomesticato dal giovane Sioux Yakari.
Per via della loro potenza, velocità e indipendenza, il nome "Mustang" è spesso associato a prodotti ad alte prestazioni negli Stati Uniti, come l'automobile Ford Mustang, l'aereo da caccia P-51 Mustang e diverse mascotte sportive.
Spirit, protagonista dell’omonimo cartone animato, è un mustang.